# Congrès panslave
 (août 2022).

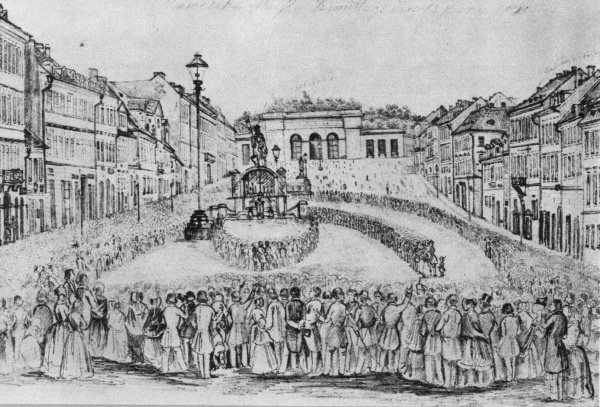
Le premier congrès panslave à Prague (1848).

L'émergence du panslavisme à la veille des Révolutions de 1848 se traduisit dans plusieurs métropoles d'Europe de l'Est par des congrès internationaux dits « pan-slaves ». Il y a différentes façons de numéroter ces congrès successifs (la plus fréquente étant d'appeler « 1er Congrès panslave » celui de Prague en 1848, et « 2d Congrès » celui de Moscou en 1867), selon l'orientation politique que l'on cherche ainsi à dégager.
Tous ces congrès, sans résultats immédiats, n'ont eu à la vérité en commun que le thème des débats, à savoir l'unité supposée des différents peuples slaves, tour à tour inspirés par les idées divergentes des tenants de l’austroslavisme, du trialisme, du panrussisme, du néo-slavisme etc. et finalement avortés par des différends sur la procédure, l'ordre du jour ou les modalités de vote.

## Liste des congrès panslaves
- 1er congrès de Vienne (avril 1848) – Président : Ľudovít Štúr (austroslave)
- congrès de  Breslau (mai 1848) – (surtout polono-polonais)
- 1er congrès de  Prague (Juin 1848) – Président : František Palacký (Michel Bakounine était le seul représentant russe). L'option d'une transformation de l'empire d'Autriche en confédération ayant été repoussée, ce congrès déboucha sur le choix d'une ligue de minorités et le Soulèvement de Prague (1848).

- 2d congrès de  Vienne (1866) – Président : Agenor Gołuchowski (trialiste)
- 2d congrès de Moscou (1867) présidé par Féodor Dostoïevski (sans la Pologne)

- 3e congrès de Prague (1898) – (Jeunes Tchèques)
- congrès de Prague (1908)– Tomáš Masaryk (?)
- congrès de Sofia (1909)
- congrès de Saint-Petersbourg (1910)

- congrès de Moscou (1942) – Président : Josip Broz Tito (faux-nez de Joseph Staline)
- congrès de Belgrade (1946) – Josip Broz Tito

- 7e congrès de Prague – (1998)
- 8e congrès de Moscou – (2001)
- 9e congrès de Minsk – (2005)
- 10e congres de kiev - (2010)

## Congrès régionaux aux États-Unis
Aux États-Unis, plusieurs immigrés slaves tinrent à leur tour des congrès panslaves : par ex. à l'initiative des Serbes et des Croates à Chicago en 1915, puis des Tchèques et des Slovaques en 1918, et enfin en 1944 pour promouvoir un front uni de tous les Slaves contre l’Allemagne nazie.